# Marc Chadourne
Pour les articles homonymes, voir Chadourne.
Marc Chadourne, né le 23 mai 1895 à Brive-la-Gaillarde en Corrèze et mort le 30 janvier 1975 à Cagnes-sur-Mer dans les Alpes-Maritimes, est un écrivain et traducteur français, lauréat du prix Femina en 1930.

## Biographie

### Famille et formation
Marc Chadourne est le fils de Léon Chadourne, avoué, littérateur et poète, et de Marie Maguerite Vignes. Il est le frère de l'homme de lettres Louis Chadourne et du dadaïste Paul Chadourne. Il effectue ses études à la Sorbonne. Engagé volontaire à dix-neuf ans en 1914 au début de la Première Guerre mondiale, il rejoint l’artillerie de campagne en Lorraine et sur le front d’Artois. Devenu en 1916 élève-pilote, il termine la guerre, dans l’aviation, sur le front d’Orient. Au moment de l'annonce de l'Armistice il se trouve à Tarente en Italie. Tout au long du conflit, il entretient une longue correspondance avec sa famille mais aussi son ami Maurice Glaize. 
De retour à Paris en 1919 et marqué par la guerre — il décide alors d'une vie errante à la recherche de découvertes — Marc Chadourne est reçu premier au concours d’entrée au Ministère des Colonies. Il occupe des postes dans l’administration coloniale en Océanie où il rencontre Pauline Pittman Aïtamaï, future muse d'Henri Matisse, avec qui il a un fils. 
Puis, il part au Cameroun (chef de circonscription à Maroua en 1927) où il voyage aux côtés d'André Gide et Marc Allégret.

### Carrière de traducteur et d'écrivain
Traducteur des romans de Joseph Conrad en français, Marc Chadourne prête également sa plume à de nombreux journaux. En 1927, il publie Vasco, roman se déroulant en Polynésie, à la mémoire de son frère. Il obtient le prix Femina 1930 pour Cécile de la Folie. 
Dans les années 1930, il travaille pour Paris-Soir et fait des voyages d’enquêtes qui donneront jour à deux œuvres : Tour de la terre : Extrême Occident et Tour de la terre : Extrême Orient. Il y raconte ses expéditions, ses rencontres (Gandhi,...). À la suite de son voyage en 1931 en URSS, il publie L'URSS sans passion, ce qui lui vaut une interdiction de séjour dans ce pays[réf. nécessaire]. Son voyage au Mexique le marque particulièrement comme en témoignent ses nombreuses conférences sur le sujet. 
Sa vie personnelle a souvent influencé ses écrits. Par exemple, sa rupture avec Ève Curie donnera jour à son roman Absence. En 1937, Marc Chadourne épouse Claude de Biéville (1909-1979), mannequin et arrière petite-fille d'Edmond de Biéville, avec qui il a une fille, mariée à Dominique Saglio (président de la Banque La Hénin).

### Période américaine
En 1940, Marc Chadourne est nommé directeur des Affaires politiques de l'Indochine : il est rapidement fait prisonnier par le Japon. Embarqué et libéré par les forces américaines, il débarque en Californie. Il passe le restant de la Seconde Guerre mondiale aux États-Unis. 
Il devient professeur au Scripps College (en) de Claremont en Californie puis à l'université de l'Utah à Salt Lake City. Il rencontre les Mormons et écrit la vie de Joseph Smith. Il est directeur des études françaises au Connecticut College (en) avant d'être, de 1963 à 1969, conférencier au Hollins College en Virginie[Laquelle ?]. 
Amateur en photographie et en art, Marc Chadourne a côtoyé de nombreux artistes : sa belle-sœur la photographe Georgette Chadourne, les photographes Rosa et Miguel Covarrubias, Pierre Verger durant ses excursions en Asie ou encore Raymonde Heudebert qui a fait un portrait de lui.
L'Académie française le récompense en 1950 de son Grand prix de littérature pour l'ensemble de son œuvre. 
Marc Chadourne passe ses dernières années de vie en France, dans le Haut de Cagnes où il meurt le 30 janvier 1975, à 80 ans.

## Œuvres
- 1925 : Marehureu, en collaboration avec Maurice Guierre, Librairie de France
- 1927 : Vasco, éditions Plon, réédité en 1994 aux éditions de la Table ronde – Prix Paul-Flat de l’Académie française en 1930
- 1930 : Cécile de la Folie, éditions Plon – prix Femina
- 1931 : Chine, Plon
- 1932 : L'U.R.S.S. sans passion, Plon (éd. illustrée parue chez Mornay, 1932)
- 1933 : Absence, Plon
- 1934 : Anahuac ou l'Indien sans ses plumes, Plon
- 1935 : Extrême-Occident (Tour de la Terre 1), Plon
- 1935 : Extrême-Orient (Tour de la Terre 2), Plon
- 1937 : Dieu créa d'abord Lilith, Plon
- 1947 : La Clé perdue, Plon
- 1949 : Gladys ou les Artifices, Plon
- 1950 : Quand Dieu se fit Américain, éditions Arthème-Fayard
- 1955 : Le Mal de Colleen, Plon
- 1958 : Restif de la Bretonne, Plon
- 1961 : Isabelle ou le Journal amoureux d'Espagne, éditions Jean-Jacques Pauvert
- 1967 : Eblis ou l'Enfer de William Beckford, éditions Jean-Jacques Pauvert